# Gustav Fischer (Verleger)

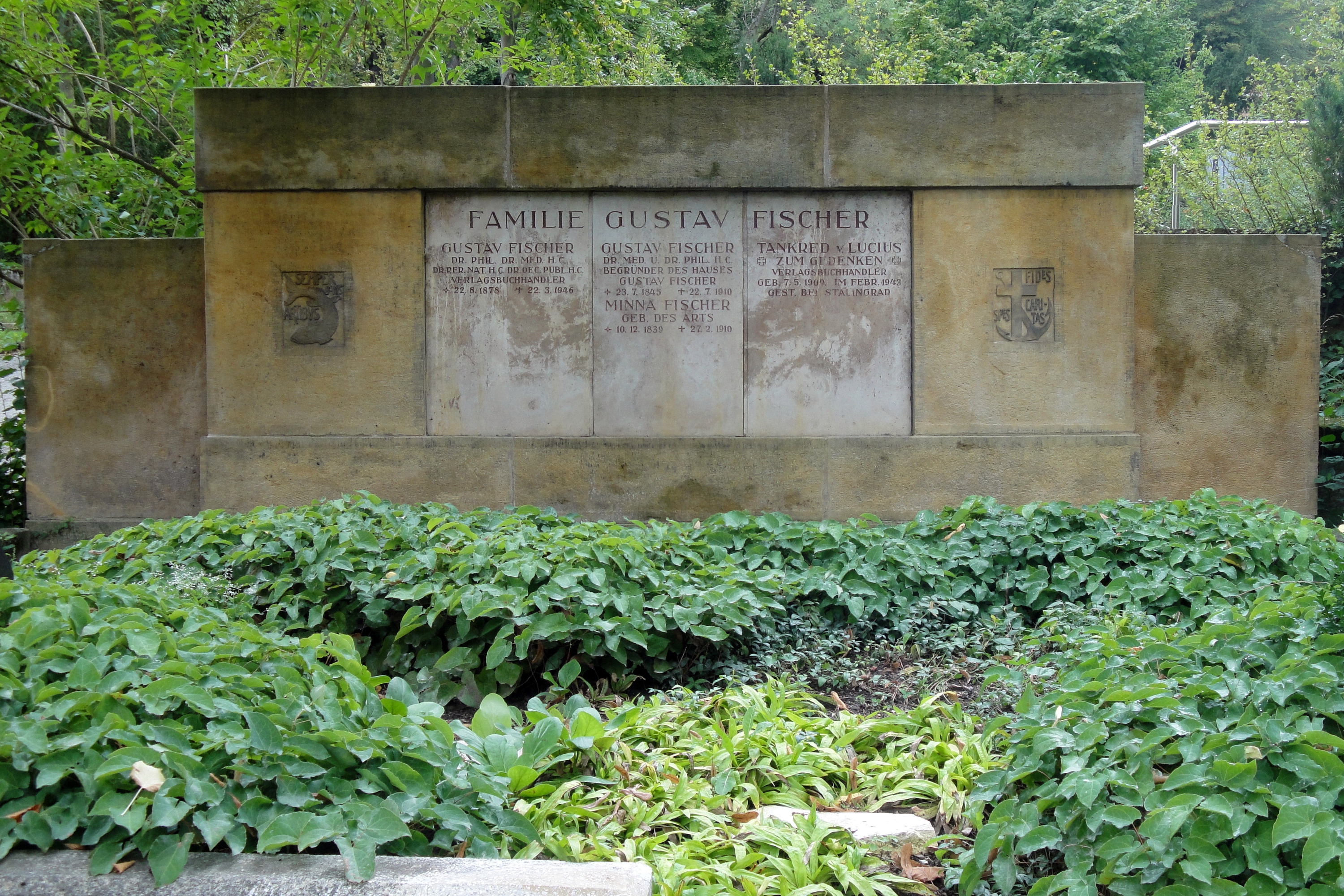
Grab der Familie Fischer auf dem Nordfriedhof in Jena

Gustav Fischer (* 23. Dezember 1845 in Altona; † 22. Juli 1910 in Jena; vollständig Gustav Paul Dankert Fischer) war ein deutscher Buchhändler und Verleger, Gründer des Gustav Fischer Verlags mit Schwerpunkt Medizin und Naturwissenschaften in Jena.

## Leben
Gustav Fischer wurde am 23. Dezember 1845 als Sohn des aus dem schwäbischen Nürtingen stammenden Kaufmannes Benjamin Gottlob Fischer (1805–1859) und dessen Frau Helene Dankert (1818–1901), Tochter eines Hamburger Kaufmanns, in Altona geboren.
In der Frommannschen Buchhandlung in Jena erlernte Fischer den Buchhändlerberuf. Nach Wanderjahren in München und Breslau wurde er 1869 Gehilfe in der Buchhandlung „W. Mauke und Söhne“ in Hamburg, die 1796 als erstes reines Sortiment in Deutschland von Friedrich Christoph Perthes gegründet worden war.
1870 erhielt Gustav Fischer Prokura und erwarb im Jahre 1871 nach dem Tod Carl Wilhelm Alfred Maukes die Firma zusammen mit Heinrich Wichern (1842–1917), dem Sohn des bekannten Theologen und Gründers des „Rauhen Hauses“ Johann Hinrich Wichern. 1875 heiratete Gustav Fischer Minna, die Witwe Maukes, eine geborene Des Arts (1839–1910).
Im Jahr 1877 erwarb Gustav Fischer den Verlag „Hermann Duft“ in Jena und führte ihn ab dem 1. Januar 1878 anfangs mit dem Zusatz „vormals Friedrich Mauke“ unter eigenem Namen fort. In kurzer Zeit entwickelte sich der Gustav Fischer Verlag zu einem der führenden Häuser auf den Gebieten der Medizin, der Naturwissenschaften, der Rechts- und Sozialwissenschaften.
Gustav Fischer war Mitglied in der Historischen Kommission des Börsenvereins des Deutschen Buchhandels und stellvertretender Vorsitzender des 1886 gegründeten Deutschen Verlegervereins. Das Amt des Vorstehers des Börsenvereins des Deutschen Buchhandels wurde Fischer mehrfach angetragen, von ihm jedoch aus Altersgründen und wegen Arbeitsüberlastung abgelehnt. Er war Ehrendoktor der Universitäten Jena und Freiburg/Breisgau sowie Ehrenbürger von Jena. Das Verlagsgeschäft wurde fortgeführt von seinem Neffen und Adoptivsohn Gustav Adolf Fischer.